# Garcia III (król Nawarry)
García Sánchez III z Nájera (1016–1054), król Nawarry w okresie 1035 do 1054.
W czasie swego panowania poszerzył terytorium królestwa Nawarry w kierunku zachodnim (rejon Buerby), zdobył również Calahorrę. Ściągał również daniny od taifatów w dolinie Ebro.
Zginął w bitwie pod Atapuerca, zabity przez swego brata Ferdynanda I, w wyniku czego królestwo Nawarry utraciło wcześniej zdobytą Buerbę.

## Rodzina
W 1040 roku poślubił Estefanię, która najprawdopodobniej była córką hrabiego Barcelony Rajmunda Borrella i Ermesindy z Carcassonne. Mieli co najmniej ósemkę dzieci:
- Sancho IV, król Pampeluny
- Urraca
- Ermesinda
- Ramiro
- Fernando
- Ramón
- Jimena
- Mayor